# Лазар Плавев
Лазар Костов Плавев, наречен Спартак, е български революционер, деец на Вътрешната македоно-одринска революционна организация и Вътрешната македонска революционна организация (обединена).

## Биография

### Във ВМОРО
Плавев е роден в 1879 година в град Велес, тогава в Османската империя, както сам пише „от бедни родители Коста и Цойка, българи“. Завършва българско първоначално и второкласно училище в родния си град. В 1893 година заминава за столицата на Княжество България София, където работи 3 години като ковач, а след това до 1900 година – във Военния арсенал.
Присъединява се към ВМОРО в 1900 година. В началото на 1902 година с четата на Трайче Христов навлиза в Македония и действа в Малешевско. През април 1902 година четата е открита край Владимирово и в избухналото сражение от 18 четници остават живи само 4, които под войводството на Никола Дечев заминават за Велешко. Във Велешко през юли разбиват сръбската чета на Христо Филипович, като него самия убиват. През декември 1902 година четата е открита при Никодин и в сражението Плавев е ранен и изпратен в София да се лекува. След кратко лечение, по заповед на Гоце Делчев, в началото на 1903 година се връща във Велешко като легален деец.
По време на Илинденско-Преображенското въстание, през септември 1903 година е арестуван. В османските документи пише: Лазо, син на Коста, от махалата Попаре поп Хаджи Коста на град Велес, българин, православен, арестуван на 11 октомври 1903 година, обвинен като „член на вътрешната тайна организация на българските бунтовници“, осъден на 3 години затвор в твърдина. Лежи в Скопския затвор. Амнистиран е с общата амнистия от 12 април 1904 година и веднага заминава за София. Тук събира чета и по нареждане на ВМОРО се връща като войвода във Велешко. Действа по лявата страна на Вардар. През декември 1904 година четата му залавя в Башино село сръбския войвода Наце Лолов – Скочинчанец от село Скачинци заедно с двама четници.
| Чета на Лазар Плавев, март 1904 година | Чета на Лазар Плавев, март 1904 година | Чета на Лазар Плавев, март 1904 година | Чета на Лазар Плавев, март 1904 година | Чета на Лазар Плавев, март 1904 година |
| Номер                                  | Име                                    | Селище                                 | Околия                                 | Забележка                              |
| -------------------------------------- | -------------------------------------- | -------------------------------------- | -------------------------------------- | -------------------------------------- |
| 1.                                     | Лазар Плавев                           | Велес                                  | Велешка                                |                                        |
| 2.                                     | Милан Ацев                             | Велес                                  | Велешка                                |                                        |
| 3.                                     | Милан Митрев                           | Гърнчище                               | Велешка                                |                                        |
| 4.                                     | Христо Ильов                           | Велес                                  | Велешка                                |                                        |
| 5.                                     | Пано Арсов                             | Мокрени                                | Велешка                                |                                        |
| 6.                                     | Иван Найдов                            | Мокрени                                | Велешка                                | убит                                   |
| 7.                                     | Секула Ристев                          | Ораов дол                              | Велешка                                |                                        |
| 8.                                     | Мирче Найдов                           | Мажучище                               | Прилепска                              |                                        |
| 9.                                     | Тоде Игнов                             | Велес                                  | Велешка                                |                                        |

В 1905 година се връща в София и се поставя на разположение на Върховния комитет. Борис Сарафов го изпраща в Буенос Айрес, Аржентина да организира българомакедонската емиграция.
В 1906 година се връща в София и оттам заминава за Горноджумайско при Петър Китанов и Пере Тошев на път за Солун, но Тошев не му позволява. В 1907 година отново се връща в София. След Младотурската революция и амнистията в 1908 година заминава за Скопие. В 1909 година, преследван от младотурските власти, заминава за Америка.

### Във ВМРО (обединена)
В 1914 година се връща от Америка в България и служи в 40-о полково окръжие в Дедеагач. Краят на Първата световна война го заварва в Скопие. В 1920 година е пребит от сръбски офицери.
Плавев влиза в прокомунистическата Вътрешна македонска революционна организация (обединена). Според Тодор Зографски през октомври 1926 година Плавев влиза в конституирания Областен комитет за Вардарска Македония на ВМРО (обединена) заедно с Коце Ванов, Здравко Хаджиангелов, Тодор Зографски и Димитър Зографски. Плавев е отговорник за Скопие и Куманово.
В 1929 година е арестуван и на голям процес в 1930 година е осъден на 2 години строг тъмничен затвор и 5 години изгубване на гражданските права. Заедно с Плавев са арестувани Тодор Зографски, Панко Брашнаров и други от водачите на ВМРО (обединена) и на практика слага край на дейността на Организацията във Вардарска Македония.

### В Илинденската организация
След установяването на българското управление във Вардарска Македония в 1941 година Плавев влиза в Илинденската организация и е избран за председател в Скопие.
На 26 февруари 1943 година, като жител на Скопие, подава молба за народна пенсия. В молбата пише: „Откакто съм станал човек, па до освобождението ни – през 1941 г., работех за доброто на отечеството. И от дохаждането на българската власт, па до днеска съм в услуга на отечеството“. Молбата е одобрена и отпусната от Министерския съвет на Царство България.